# D. Ross Lederman
Pour les articles homonymes, voir Lederman.
D. Ross Lederman est un réalisateur américain, né à Lancaster (Pennsylvanie) le 12 décembre 1894; et mort à Hollywood (Californie) le 24 août 1972.
Il est inhumé au Hollywood Forever Cemetery à Hollywood.

## Filmographie partielle
- 1926 : Marquita l'espionne (Across the Pacific) de Roy Del Ruth
- 1930 : The Phantom of the West
- 1932 : Hors-bord C-67 (Speed Demon)
- 1934 : Un drame à Hollywood (en) (The Crime of Helen Stanley)
- 1935 : Dinky
- 1935 : Moonlight on the Prairie
- 1936 : La Femme au diamant (Counterfeit Lady)
- 1936 : Le Capitaine du Diable (Hell-Ship Morgan)
- 1936 : La Mascotte de la marine (en) (Pride of the Marines)
- 1937 : Échec au crime (I Promise to Pay)
- 1937 : The Frame-Up
- 1937 : The Game That Kills
- 1938 : La Revanche de Tarzan (Tarzan's Revenge)
- 1938 : Petite Miss Casse-Cou (The Little Adventuress)
- 1938 : Juvenile Court
- 1939 : Les Écumeurs du Far West (en) ou L'Attaque du convoi (Racketeers of the Range)
- 1946 : The Notorious Lone Wolf
- 1947 : The Lone Wolf in Mexico